# Adolf Schmal
Felix Adolf Schmal (ur. 18 sierpnia 1872 w Dortmundzie, zm. 28 sierpnia 1919 w Salzburgu) – austriacki kolarz i szermierz, uczestnik pierwszych nowożytnych igrzysk olimpijskich w Atenach.
Schmal wystartował w 4 z 6 konkurencji kolarskich podczas igrzysk w Atenach, medale zdobywał w wyścigach: brąz w jeździe indywidualnej na czas na 333 i 1/3 m, brąz  na 10 km oraz złoto w wyścigu 12 godzinnym. Wyścigu na 100 km nie ukończył.
Austriak mógł też zdobyć drugie złoto, tym razem w szermierce. Wygrał bowiem dwa pierwsze pojedynki turnieju szablowego (3-0 z Joanisem Jeorjadisem i 3-1 z Holgerem Nielsenem), jednak wskutek przybycia do Zappeionu greckiego króla i jego rodziny zawody anulowano. Turniej został restartowany i tym razem Schmal w czterech pojedynkach pokonał tylko jednego rywala. W końcowej klasyfikacji wyprzedził tylko Jeorjosa Jatridisa.
Pracował m.in. jako dziennikarz sportowy, na igrzyskach w Atenach był korespondentem Centralblatt für Radsport und Athletik (wraz z Paulem Neumannem). Pisał najczęściej pod pseudonimami Schmal-Filius lub Filius.